# 石川県道33号白山公園線
石川県道33号白山公園線（いしかわけんどう33ごう はくさんこうえんせん）は、石川県白山市を通る主要地方道（石川県道）である。

## 概要
白山の登山口である別当出合から国道157号に繋がる観光幹線路線。後述の冬期閉鎖区間は本路線の9割近くを占め、登山シーズン期間（例年5月上旬 - 11月下旬）しか通行できない。さらに、登山シーズン期間でも、別当出合から市ノ瀬の区間は、週末や旧盆時期などにマイカー規制が敷かれる。

### 路線データ
- 起点：石川県白山市白峰29号1番1地先（別当出合［白山登山口］・石川県道120号白山別当出合線交点）
- 終点：石川県白山市白峰ハ38番5地先（白峰交差点・国道157号交点）

## 歴史
- 1960年（昭和35年）10月15日：白山山頂から石川郡白峰村（現 白山市）白峰の国道157号交点までの区間を「白山公園線」に認定。
- 1976年（昭和51年）4月1日 - 建設省（現・国土交通省）が別当出合から白峰までを主要地方道に指定。
- 1977年（昭和52年）1月14日：白山山頂から別当出合までを石川県道120号白山別当出合線に分割して路線認定。残る現区間が「白山公園線」に認定。
- 1993年（平成5年）5月11日：建設省から、主要県道白山公園線が白山公園線として主要地方道に再指定される[1]。

## 路線状況

### 冬期閉鎖区間
- 白山市白峰（別当出合） - 白山市白峰（風嵐［かざらし］） 16.7 km
  - 概ね11月中旬から翌年4月下旬まで閉鎖される。白山まるごと体験村の先に民間企業の資材置場があり、その脇に常設のゲートが設置されている。冬期間はこのゲートが閉まり、当ゲートから先の区間が実質的な冬期閉鎖区間となる。また、大雨などの異常気象時の規制の際にも同様に当ゲートが閉められる。

### マイカー規制区間
- 白山市白峰（別当出合） - 同市白峰（市ノ瀬） 約6km
  - 毎年7月の海の日直前の土曜日から10月の体育の日までの土曜日・日曜日・祝日を中心に、終日一般車両の乗り入れができなくなる。別当出合へは、市ノ瀬地内にある無料の駐車場に駐車して、有料のシャトルバスに乗り換えるか徒歩で移動する。ただし、大型貨物、中型貨物、準中型貨物、中型乗用（中型バス・マイクロバス）、タクシー、許可車両、緊急車両、下山車両は規制の対象外である。[2]

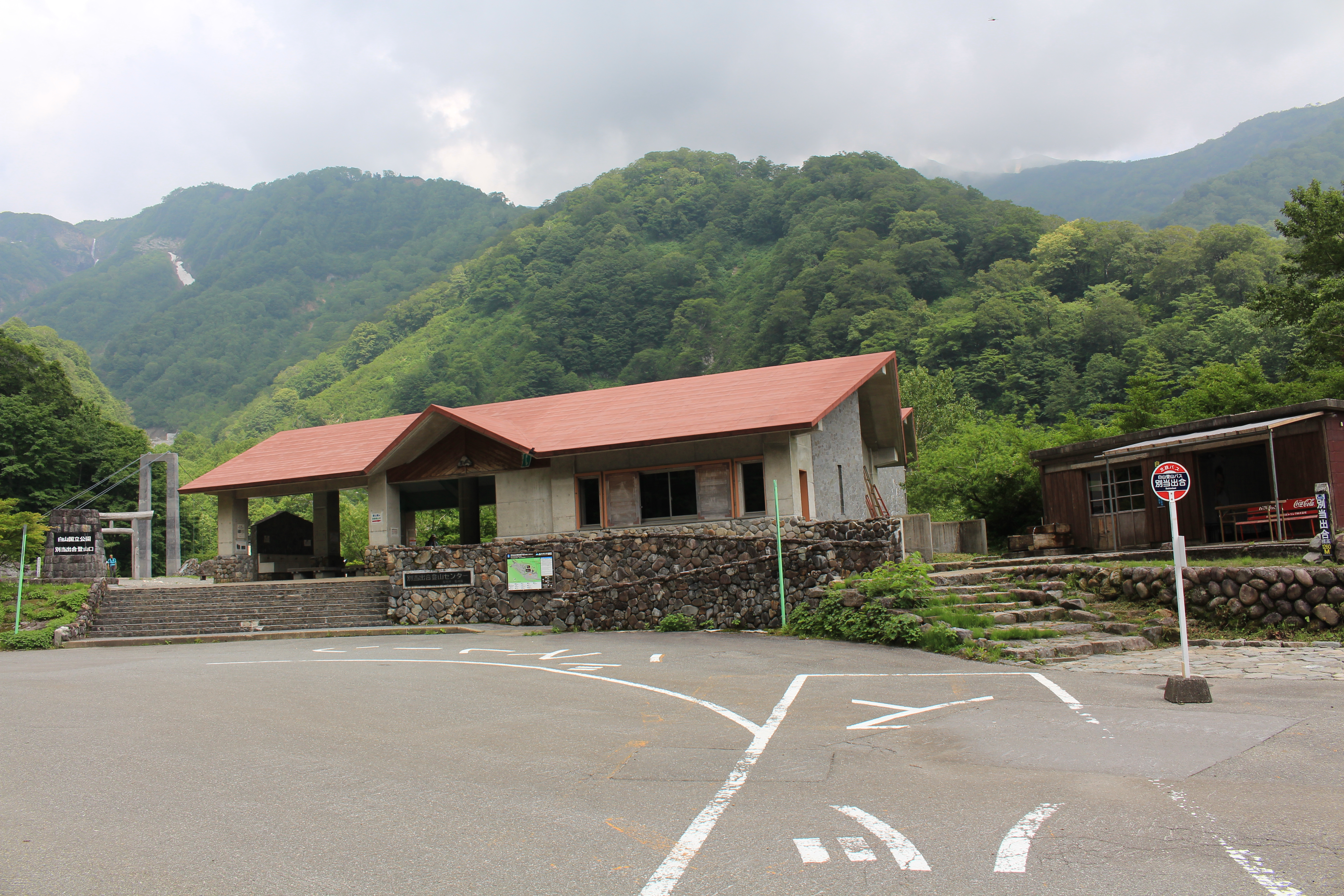
別当出合登山センター（白山の登山口）
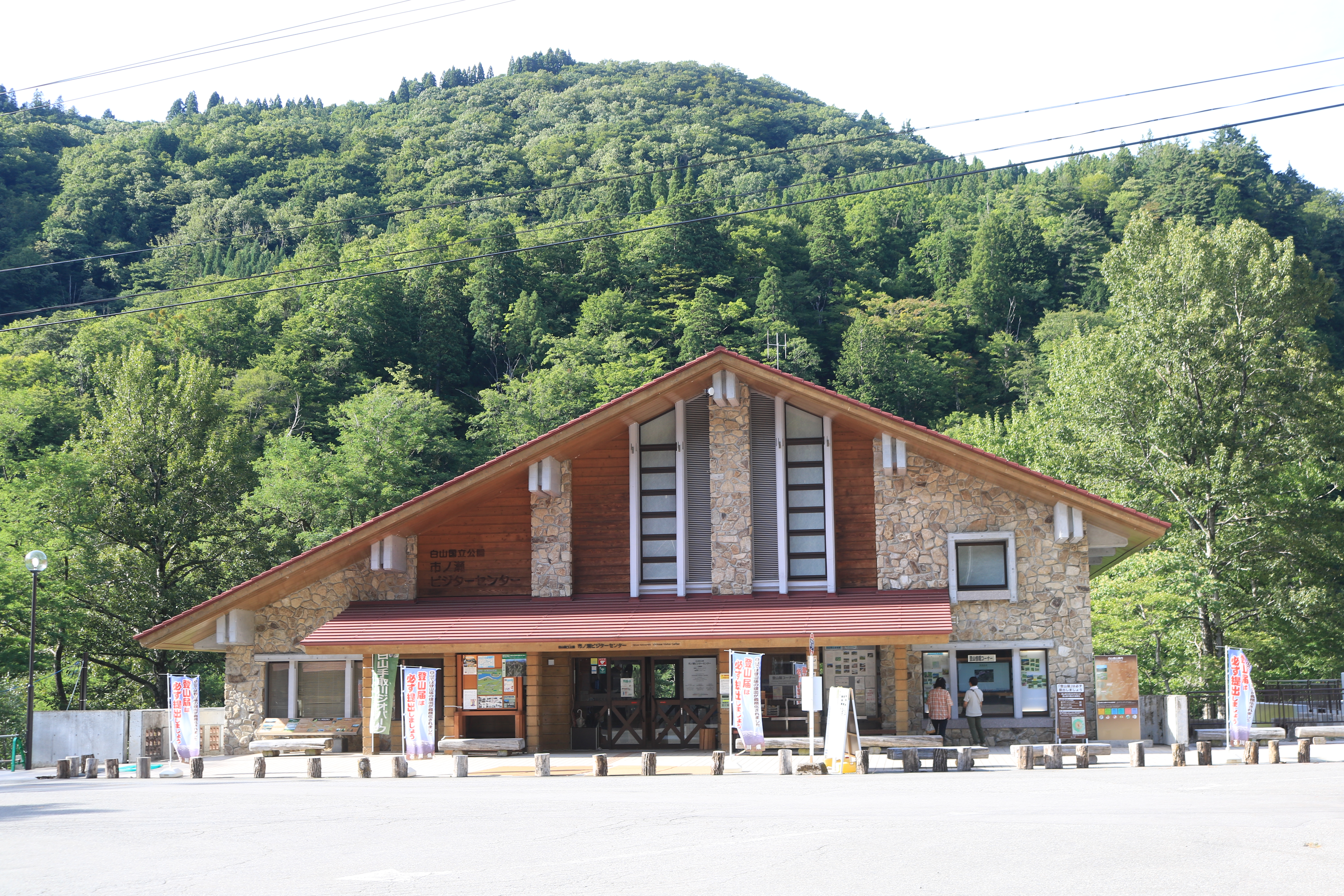
市ノ瀬ビジターセンター

### 交差する道路
- 石川県道120号白山別当出合線（白山市白峰・別当出合、起点）
- 国道157号（白山市白峰・白峰交差点、終点）

## 周辺施設
- 白山
- 白山国立公園
- 手取川
- 白峰温泉総湯
- 白山警察署 白峰駐在所

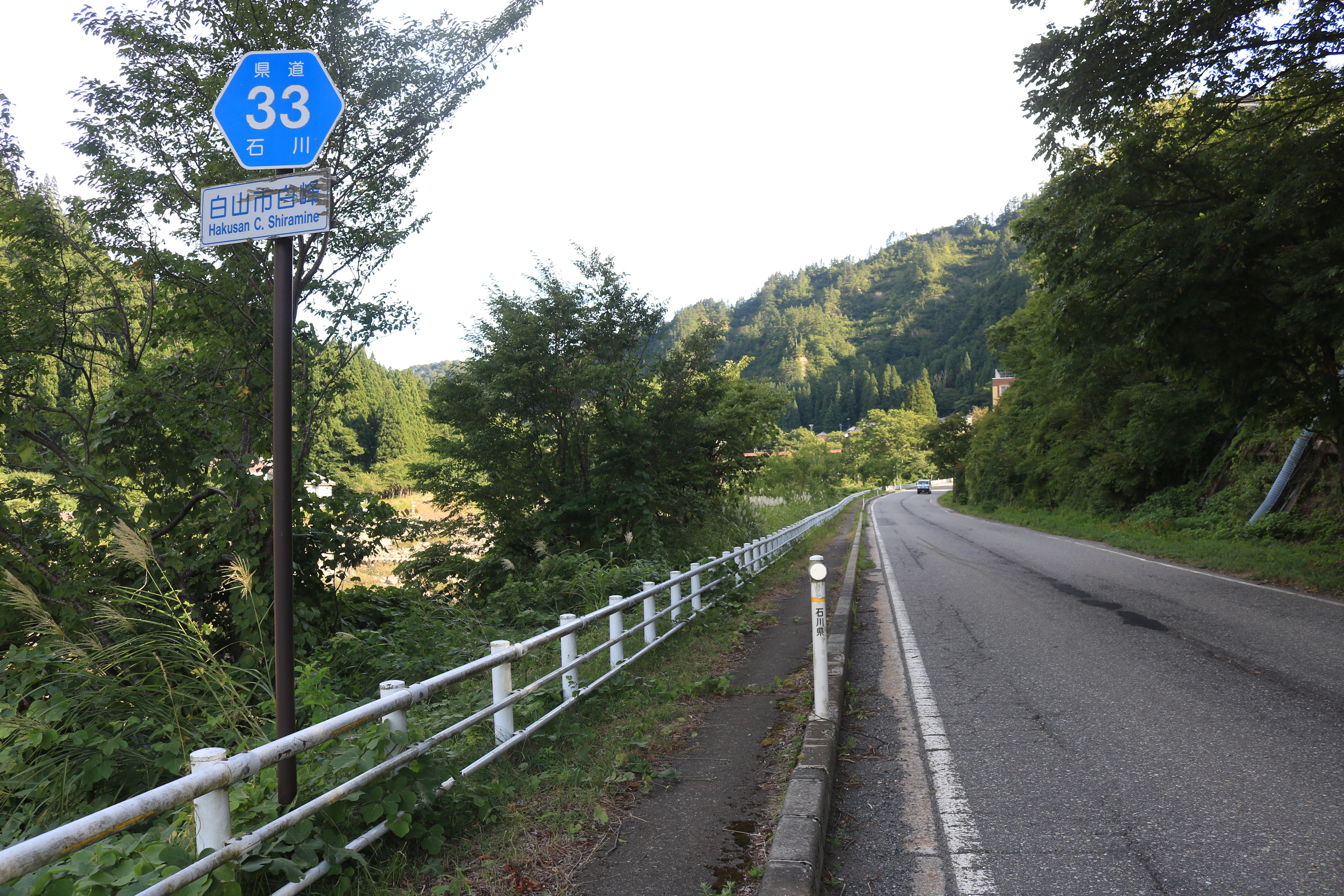
石川県道33号白山公園線、白山市白峰にて

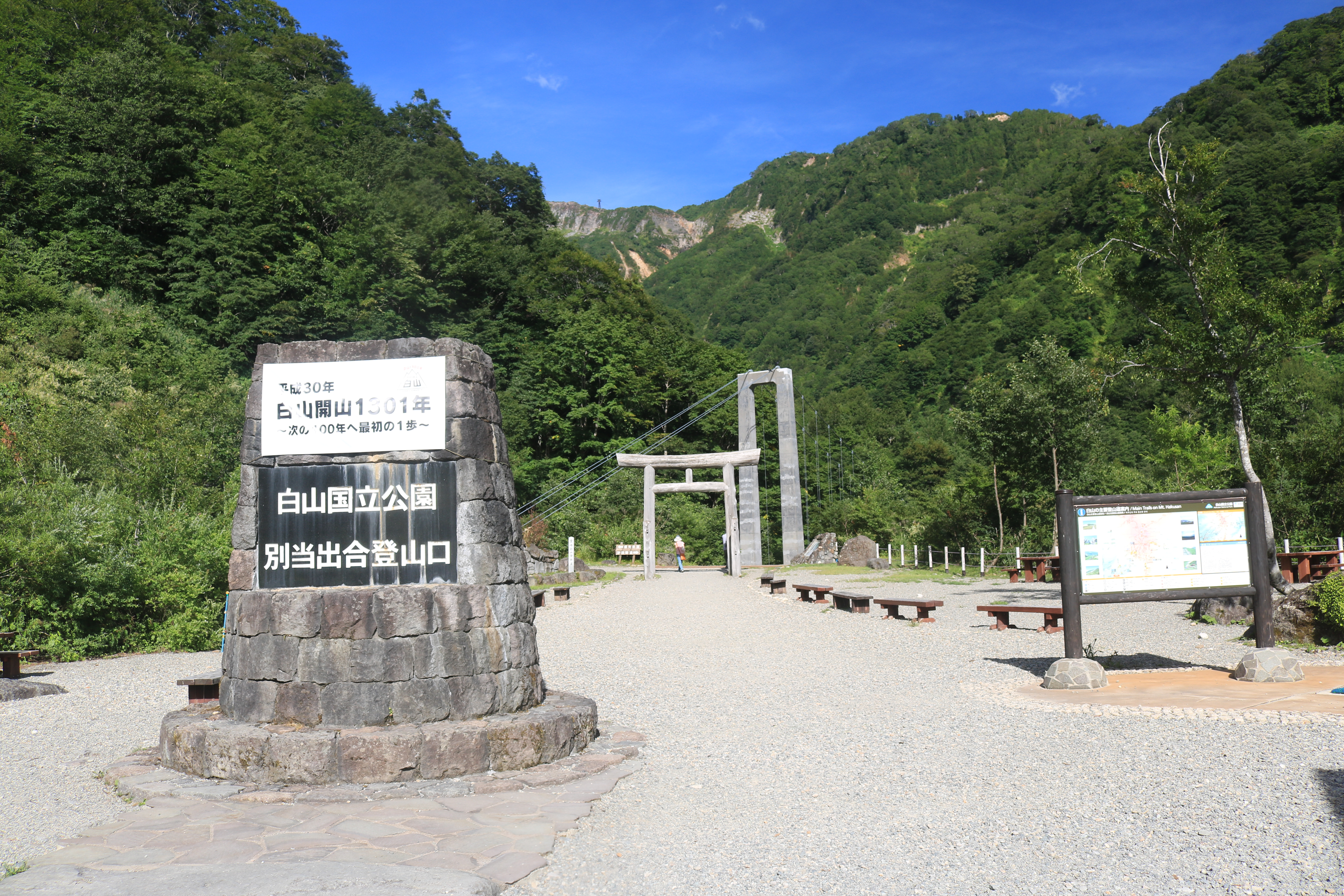
白山国立公園、別当出合の白山の登山口

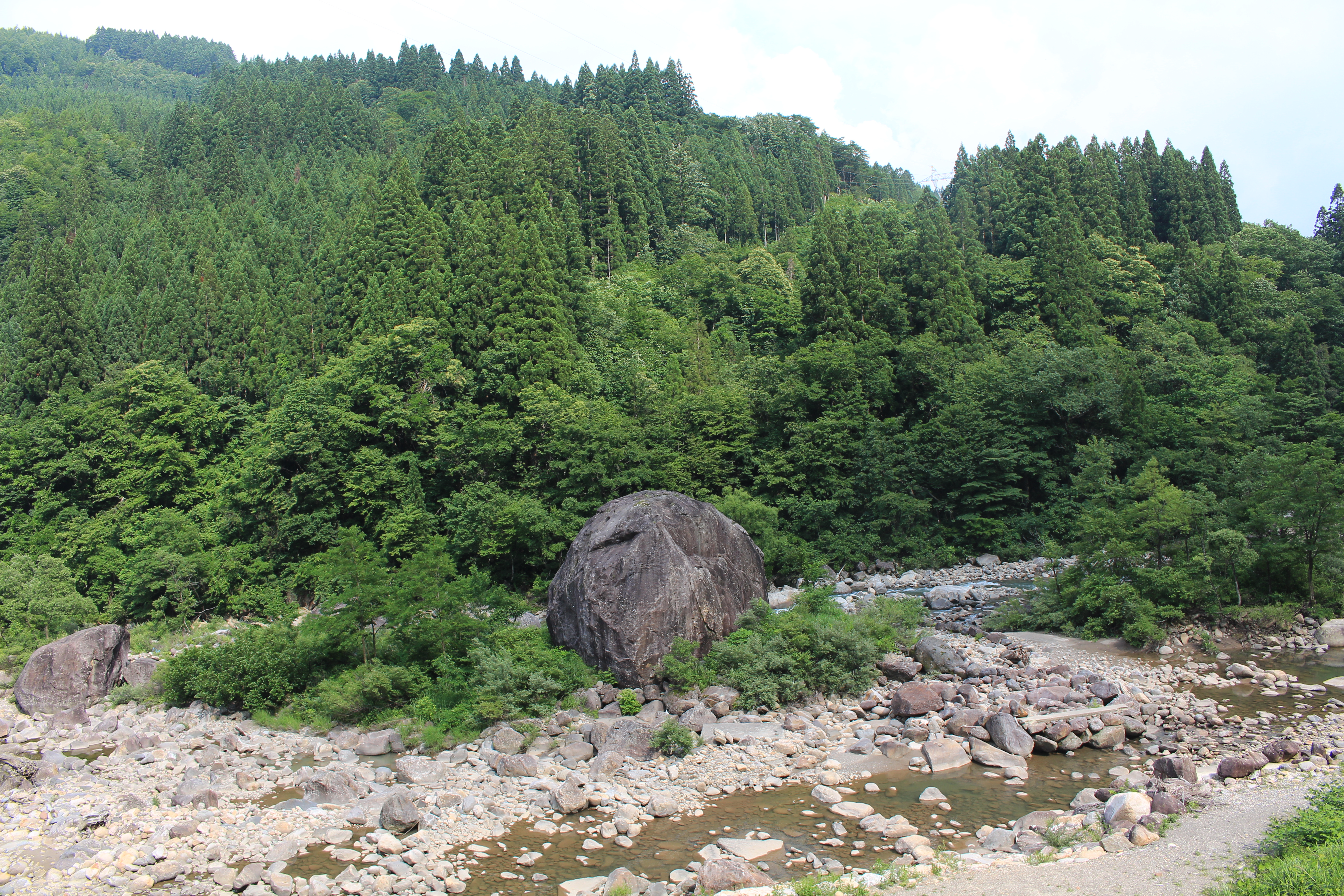
百万貫の岩、白山手取川ジオパーク（桑島化石壁ゾーン）

- 白山石川広域事務組合 白山消防署 白峰分署